# Frederick Koehler
Frederick Koehler (* 16. Juni 1975 in Queens, New York City, New York) ist ein US-amerikanischer Schauspieler.

## Leben und Karriere
Frederick Koehler wurde 1975 im New-Yorker Stadtviertel Queens geboren. Dort wuchs er mit seiner alleinerziehenden Mutter und drei älteren Schwestern auf. Er besuchte die Carnegie Mellon University in Pittsburgh und verließ sie mit einem Abschluss in Theater.
Sein erstes Engagement beim Fernsehen, hatte Koehler mit acht Jahren in der Comedy-Show Saturday Night Live im Jahr 1982. Dabei stand er neben Eddie Murphy und Lionel Richie als Jimmy auf der Bühne. 1984 folgte ein weiterer Auftritt in dieser Show. Sein Schauspieldebüt gab Koehler in der Komödie Mr. Mom als Alex, der Sohn von Michael Keaton und Teri Garrs Rollen. Ab 1984 wurde er einem größeren Publikum bekannt, als er in der amerikanischen Fernsehserie Kate & Allie die Rolle Charles ‘Chip’ Lowell spielte. In 98 Folgen verkörperte er den Sohn von Jane Curtins Charakter die wie Susan Saint James in der Hauptrolle zu sehen war. 1991 erhielt er in dem Thriller Der Kuß vor dem Tode die Nebenrolle Mickey, neben Matt Dillon und Sean Young. Von 1997 bis 1998 verkörperte Koehler in der von ABC ausgestrahlten Seifenoper All My Children den Charakter Oyster Cracker. Im Jahr 2001 spielte er einen Soldaten im Film Pearl Harbor, der beim Angriff auf Pearl Harbor durch die Japaner verwundet wurde.
Es folgten Gastauftritte in Für alle Fälle Amy, Ally McBeal, CSI: Den Tätern auf der Spur und New York Cops – NYPD Blue. Im Jahr 2002 sah man ihn in der Fernseh-Mini-Serie Taken, von Steven Spielberg, in der Folge Acid Tests mit. Im gleichen Jahr spielte er neben Sandra Bullock eine Nebenrolle in dem Drama Die göttlichen Geheimnisse der Ya-Ya-Schwestern. Nach weiteren Gastauftritten in Krimiserien, spielte er 2004 in der Kriminalserie FBI Serial Crime – Im Kopf des Killers, mit Jeffrey Donovan und Vera Farmiga in den Hauptrollen, mit. In dem Actionfilm Death Race ist Koehler als Crewmitglied Lists von Frankenstein (dargestellt durch Jason Statham) zu sehen. Diese Rolle verkörperte er in dem Prequel das 2010 als Direct-to-DVD-Produktion unter dem Titel Death Race 2 veröffentlicht wurde. In der Fortsetzung Death Race: Inferno, die 2012 als DVD-Produktion erschien, spielte er die Rolle ein weiteres Mal, ebenso in Death Race: Anarchy (2018). 2010 spielt er die Rolle Seamus in vier Folgen der finalen Staffel der Mysteryserie Lost.

## Filmografie (Auswahl)
Filme
- 1983: Mr. Mom
- 1987: Jack, der Aufreißer (The Pick-Up Artist)
- 1991: Der Kuß vor dem Tode (A Kiss Before Dying)
- 2001: Pearl Harbor
- 2002: Die göttlichen Geheimnisse der Ya-Ya-Schwestern (Divine Secrets of the Ya-Ya Sisterhood)
- 2008: Death Race
- 2010: Death Race 2
- 2012: Death Race: Inferno (Death Race 3: Inferno)
- 2017: The Circle
- 2018: Death Race: Anarchy
- 2021: The Little Things

Fernsehserien
- 1982–1984: Saturday Night Live (zwei Folgen)
- 1984–1989: Kate & Allie (98 Folgen, 1984–1989)
- 1997–1998: All My Children
- 1999: Strangers with Candy (Folge 1x05 Bogie Nights)
- 1999: Law & Order (Folge 9x12 Haven)
- 1999–2003: Oz – Hölle hinter Gittern (Oz, vier Folgen)
- 2000: Profiler (Folge 4x18 Pianissimo)
- 2000: Für alle Fälle Amy (Judging Amy, Folge 1x17 Drawing the Line)
- 2000: Ally McBeal (Folge 3x09 Out in the Cold)
- 2001: CSI: Den Tätern auf der Spur (CSI: Crime Scene Investigation, Folge 1x12 Fahrenheit 932)
- 2002: New York Cops – NYPD Blue (NYPD Blue, Folge 10x10 Healthy McDowell Movement)
- 2002: Taken (Mini-Serie, Folge 1x04 Acid Tests)
- 2002: Crossing Jordan – Pathologin mit Profil (Crossing Jordan, Folge 2x01 There’s No Place Like Home)
- 2002: Charmed – Zauberhafte Hexen (Folge 5x01 A Witch’s Tail: Part 1)
- 2003: Die himmlische Joan (Joan of Arcadia, Folge 1x11 The Uncertainty Principle)
- 2004: FBI Serial Crime – Im Kopf des Killers (Touching Evil, 2 Folgen)
- 2004: Cold Case – Kein Opfer ist je vergessen (Cold Case, Folge 2x06 The Sleepover)
- 2004: Boston Legal (Folge 1x05 An Eye for an Eye)
- 2004: CSI: NY (Folge 1x02 Creatures of the Night)
- 2004: Malcolm mittendrin (Malcolm in the Middle, Folge 5x09 Dirty Magazine)
- 2005: Numbers – Die Logik des Verbrechens (Numb3rs, Folge 2x18 In Plain Sight)
- 2005: Emergency Room – Die Notaufnahme (ER, Folge 11x18 Refusal of Care)
- 2006: The Nine – Die Geiseln (The Nine, Folge 1x02 Heroes Welcome)
- 2007: Journeyman – Der Zeitspringer (Journeyman, Folge 1x13 Perfidia)
- 2007: Tell Me You Love Me (Folge 1x03)
- 2007: Saving Grace (Folge 1x06 And You Wonder Why I Lie)
- 2007: Close to Home (Folge 2x17 Protégé)
- 2008: The Mentalist (Folge 1x09 Flame Red)
- 2009: Dexter (Folge 4x11 Hello, Dexter Morgan)
- 2009: Castle (Folge 1x08 Ghosts)
- 2010: Bones – Die Knochenjägerin (Bones, Folge 6x07 The Babe in the Bar)
- 2010: Outlaw (Folge 1x04 In Re: Curtis Farwell)
- 2010: Lost (vier Folgen)
- 2011: Torchwood (Folgen 4x05–4x06)
- 2011: Law & Order: Los Angeles (Folge 1x14 Runyon Canyon)
- 2011: The Defenders (Folge 1x18 Morelli v. Kaczmarek)
- 2011: The Chicago Code (Folge 1x04 Cabrini Green)
- 2011: Southland (Folge 3x08 Fixing a Hole)
- 2012: Grimm (Folge 1x09 Of Mouse and Man)
- 2013: Navy CIS (Folge 10×23 Double Blind)
- 2013: Criminal Minds (Folge 9x01 The Inspiration (Part I), Folge 9x02 The Inspired (Part II))
- 2016: American Horror Story (vier Folgen)
- 2016: Rosewood (Folge 1x15 Atherosclerosis and the Alabama Flim-Flam)
- 2019: NCIS: New Orleans (Folge 6x03 Schlaflos in New York)